# اوگری‌ها

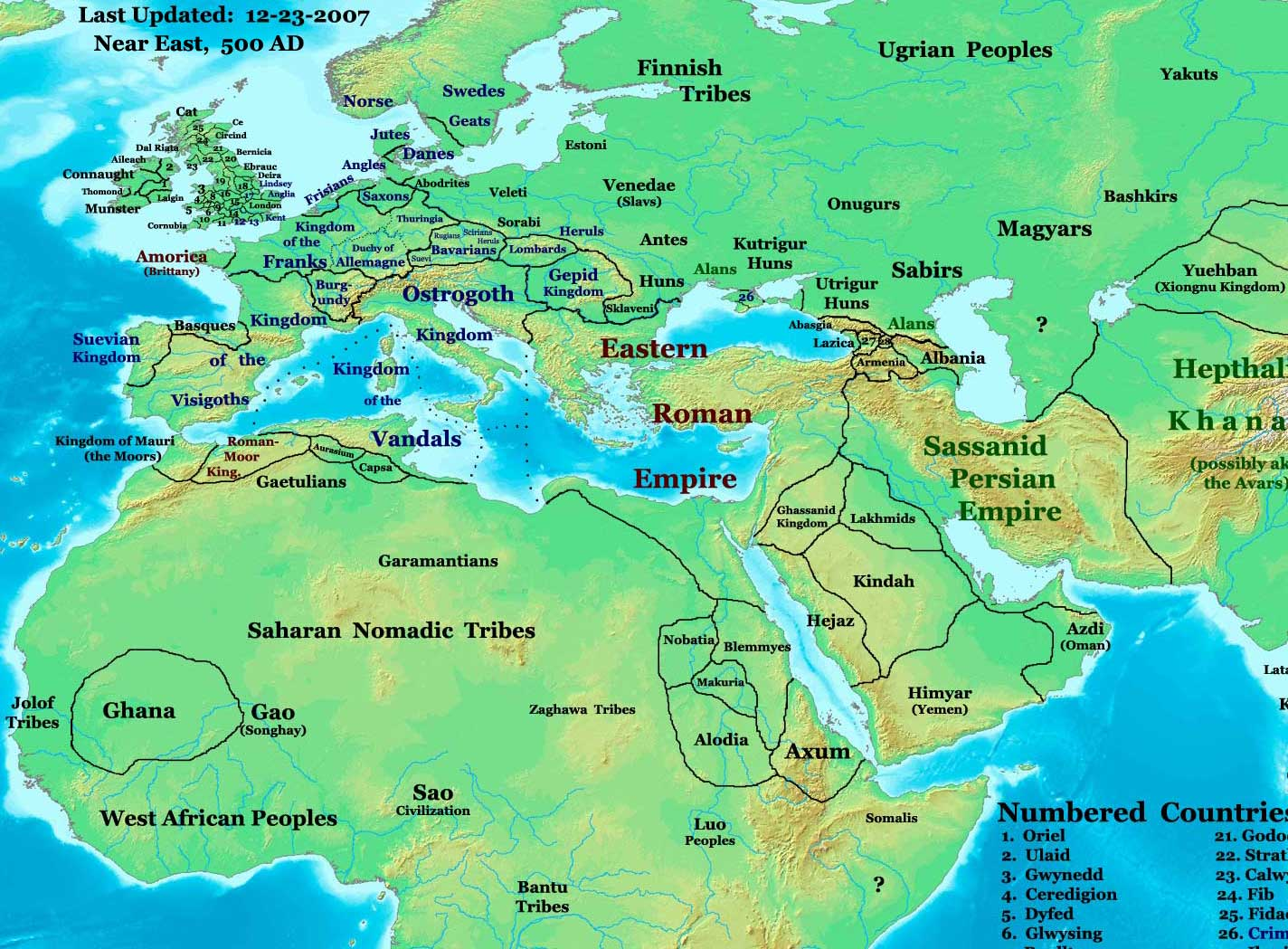
اوگری‌ها در حدود ۵۰۰ میلادی

اوگری‌ها (یونانی: Ουγγαροί) یا اوگورها اجداد مردمان خانتی و مردمان مانسی هستند که به زبان‌های اورالی تکلم می‌کردند.